# Балашов, Сергей Анатольевич
Сергей Анатольевич Балашов (21 июля 1960, Кингисепп) — советский и российский футболист, защитник, полузащитник; игрок в мини-футбол, тренер.
В 1979 году выступал за сборную Ленинграда на молодёжном турнире «Переправа». В 1980 году играл в первенстве Ленинграда за команду ЛОМО. В 1981 был в составе ленинградского «Динамо». В 1983—1984 годах провёл 10 матчей во второй лиге за ШВСМ Таллин. С 1985 года играл в чемпионате Ленинградской области за «Металлург» Пикалёво. В 1989—1991 годах выступал во второй и второй низшей лигах в составе «Кировца».
Позже в кингисеппском «Фосфорите» стал детским и юношеским тренером.